# واين كاشمان
واين كاشمان هو لاعب هوكي جليد كندي، ولد في 24 يونيو 1945 في كينغستون في كندا.

## وصلات خارجية
- واين كاشمان على موقع دوري الهوكي الوطني (الإنجليزية)
- واين كاشمان على موقع قاعة مشاهير الهوكي (لاعب أن.إتش.أل) (الإنجليزية)
- واين كاشمان على موقع EliteProspects.com (الإنجليزية)
- واين كاشمان على موقع HockeyDB.com (الإنجليزية)
- واين كاشمان على موقع Hockey-Reference.com (الإنجليزية)
- واين كاشمان على موقع قاعة كندا للمشاهير الرياضية (الإنجليزية)